# Laurentide-ijskap

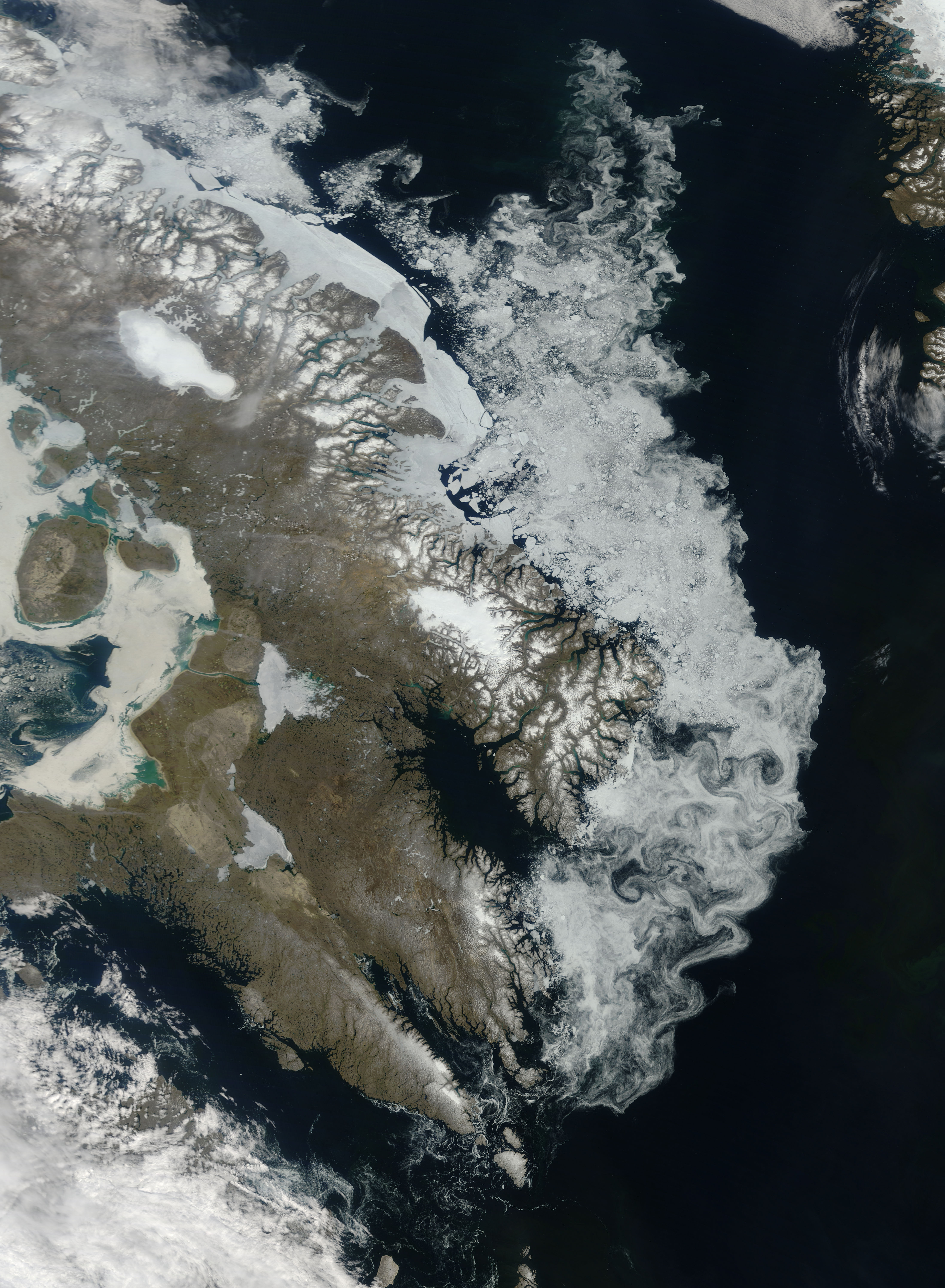
De Barnes-ijskap, met restanten van de Laurentide-ijskap

De Laurentide-ijskap was een ijskap die onder andere het meeste van Canada en een groot deel van de noordelijke Verenigde Staten bedekte, tussen ca. 95.000 en ca. 20.000 jaar geleden.
De zuidelijke grens omvatte onder meer het huidige New York en Chicago en volgde heel precies de koers van de Missouri tot aan de noordelijke hellingen van de Cypress Hills, waarna deze werd samengevoegd met de Cordillera-ijskap. De ijsbedekking strekte zich in het zuiden uit tot ongeveer de 38ste breedtegraad.